# Лейк-Монтезума (Аризона)
Лейк-Монтезума (англ. Lake Montezuma) — переписна місцевість (CDP) в США, в окрузі Явапай штату Аризона. Населення — 5111 особа (2020).

## Географія
Лейк-Монтезума розташований за координатами 34°38′13″ пн. ш. 111°48′3″ зх. д. / 34.63694° пн. ш. 111.80083° зх. д. (34.636908, -111.800945).  За даними Бюро перепису населення США в 2010 році переписна місцевість мала площу 31,19 км², з яких 31,16 км² — суходіл та 0,03 км² — водойми.

### Клімат
| Клімат : Лейк-Монтезума | Клімат : Лейк-Монтезума | Клімат : Лейк-Монтезума | Клімат : Лейк-Монтезума | Клімат : Лейк-Монтезума | Клімат : Лейк-Монтезума | Клімат : Лейк-Монтезума | Клімат : Лейк-Монтезума | Клімат : Лейк-Монтезума | Клімат : Лейк-Монтезума | Клімат : Лейк-Монтезума | Клімат : Лейк-Монтезума | Клімат : Лейк-Монтезума | Клімат : Лейк-Монтезума |
| Показник                | Січ.                    | Лют.                    | Бер.                    | Квіт.                   | Трав.                   | Черв.                   | Лип.                    | Серп.                   | Вер.                    | Жовт.                   | Лист.                   | Груд.                   | Рік                     |
| Середній максимум, °C   | 13,9                    | 16,7                    | 18,9                    | 23,9                    | 28,3                    | 34,4                    | 36,1                    | 34,4                    | 31,1                    | 25,6                    | 18,9                    | 13,9                    | 24,4                    |
| Середній мінімум, °C    | −1,1                    | 0,6                     | 2,8                     | 6,7                     | 11,1                    | 16,1                    | 19,4                    | 18,3                    | 14,4                    | 8,3                     | 1,7                     | −1,1                    | 8,3                     |
| Норма опадів, мм        | 36                      | 38                      | 43                      | 23                      | 13                      | 5                       | 38                      | 53                      | 46                      | 33                      | 33                      | 38                      | 396                     |
| ----------------------- | ----------------------- | ----------------------- | ----------------------- | ----------------------- | ----------------------- | ----------------------- | ----------------------- | ----------------------- | ----------------------- | ----------------------- | ----------------------- | ----------------------- | ----------------------- |
| Джерело: Weatherbase    |                         |                         |                         |                         |                         |                         |                         |                         |                         |                         |                         |                         |                         |

## Демографія
Згідно з переписом 2010 року, у переписній місцевості мешкало 4706 осіб у 1930 домогосподарствах у складі 1238 родин. Густота населення становила 151 особа/км².  Було 2334 помешкання (75/км²).
Расовий склад населення:
| - 86,6 % — білих - 3,0 % — корінних американців - 0,5 % — чорних або афроамериканців - 0,5 % — азіатів - 5,7 % — осіб інших рас |

До двох чи більше рас належало 3,6 %. Частка іспаномовних становила 16,3 % від усіх жителів.
За віковим діапазоном населення розподілялося таким чином: 22,7 % — особи молодші 18 років, 59,1 % — особи у віці 18—64 років, 18,2 % — особи у віці 65 років та старші. Медіана віку мешканця становила 44,9 року. На 100 осіб жіночої статі у переписній місцевості припадало 97,7 чоловіків;  на 100 жінок у віці від 18 років та старших — 93,2 чоловіків також старших 18 років.
Середній дохід на одне домашнє господарство  становив 52 156 доларів США (медіана — 50 014), а середній дохід на одну сім'ю — 62 304 долари (медіана — 57 041). За межею бідності перебувало 17,4 % осіб, у тому числі 32,7 % дітей у віці до 18 років та 12,2 % осіб у віці 65 років та старших.
Цивільне працевлаштоване населення становило 3175 осіб. Основні галузі зайнятості: мистецтво, розваги та відпочинок — 34,2 %, освіта, охорона здоров'я та соціальна допомога — 16,7 %, роздрібна торгівля — 14,3 %, будівництво — 12,4 %.